# Собор Святого Муйредаха

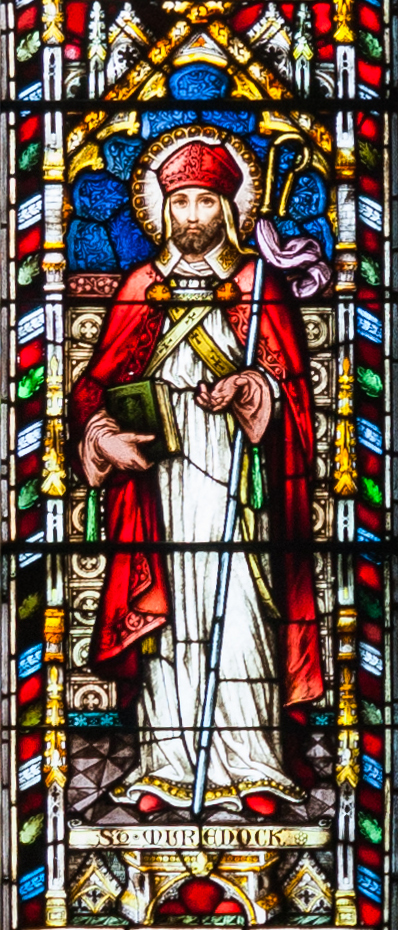
Витраж в соборе, изображающий святого Муйредаха

Собор Святого Муйредаха (англ. St Muredach’s Cathedral), также известный как Собор Баллины — католический собор епархии Киллалы. Находится на восточном береге реки Мой в городе Баллина в графстве Мейо, Ирландия.
Строительство собора было начато епископом Джоном Макхейлом (1791—1881), который служил епископом Киллалы с 1825 по 1834 год. Завершение строительства собора в 1834 году совпало с его назначением архиепископом Туама. Собор был освящён в 1845 году во имя святого Муйредаха.
Возведение шпиля было завершено в 1855 году по проекту знаменитого архитектора Джеймса Джозефа Маккарти, а дальнейшие украшения продолжались в течение всего XIX века. Во время строительства собор находился в графстве Слайго, но после пересмотра границ графства в 1898 года он оказался на территории графства Мейо.
С 2019 года приходским священником является Айдан О’Бойл.